# Boro F1
Boro va ser un equip de Fórmula 1 amb seu als Països Baixos.
Els cotxes en realitat eren construïts per l'escuderia Ensign però van ser reanomenats com a Boro després d'una disputa legal entre Ensign i el seu principal espònsor HB Bewaking que era també el propietari dels cotxes.
Van aconseguir classificar-se per disputar un total de 8 grans premis entre les temporades 1976 i 1977, però van desaparèixer de la F1 pels seus mals resultats.

## Resultats a la Fórmula 1
| Any  | Pilots    | 1   | 2   | 3     | 4     | 5   | 6   | 7   | 8   | 9   | 10  | 11  | 12  | 13  | 14  | 15  | 16  | 17  |
| ---- | --------- | --- | --- | ----- | ----- | --- | --- | --- | --- | --- | --- | --- | --- | --- | --- | --- | --- | --- |
| 1976 | L.Perkins | BRA | SUD | O.USA | ESP   | BEL | MON | SUE | FRA | GBR | ALE | AUT | HOL | ITA | CAN | USA | JPN |     |
| 1977 | B.Henton  | ARG | BRA | SUD   | O.USA | ESP | MON | BEL | SUE | FRA | GBR | ALE | AUT | HOL | ITA | USA | CAN | JPN |